# Mistrzostwa Europy w samolotowym lataniu precyzyjnym
Mistrzostwa Europy w samolotowym lataniu precyzyjnym rozgrywane są od 1982 roku. Mistrzostwa odbywają się na ogół co dwa lata, z ramienia Międzynarodowej Federacji Lotniczej (FAI). Najlepsze rezultaty odnosili w nich piloci polscy, startując przez dłuższy czas na samolotach PZL-104 Wilga. Ostatnie Mistrzostwa odbyły się w 2005 (stan na 2007), w 2007 Mistrzostw nie było.
Medaliści mistrzostw Europy w samolotowym lataniu precyzyjnym:

## indywidualnie
| Rok i miejsce            | Zwycięzca             | 2. miejsce            | 3. miejsce             |
| ------------------------ | --------------------- | --------------------- | ---------------------- |
| I - 1982 - Östersund     | Krzysztof Lenartowicz |                       |                        |
| II - 1984 - Dublin       | Krzysztof Lenartowicz |                       |                        |
| III - 1986 - Łódź        | Janusz Darocha        | Krzysztof Lenartowicz | Marian Wieczorek       |
| IV - 1988 - Northampton  | Wacław Nycz           | Włodzimierz Skalik    | Krzysztof Lenartowicz  |
| V - 1991 - Schöngaden    | Wacław Nycz           | Janusz Darocha        |                        |
| VI - 1993 - Dunakeszi    | Janusz Darocha        | Miloš Fiala           | László Bódis           |
| VII - 1995 - Częstochowa | Janusz Darocha        | Ryszard Michalski     |                        |
| VIII - 1997 - Nancy      | Janusz Darocha        | František Cihlář      | Claes Magnus Johansson |
| IX - 1999 - Most         | František Cihlář      | Miloš Fiala           | Ryszard Michalski      |
| X - 2001 - Sewilla       | Wacław Wieczorek      | Robert Verbančič      | František Cihlář       |
| XI - 2003 - Ried         | Krzysztof Wieczorek   | František Cihlář      | Luboš Hájek            |
| XII - 2005 - Dubnica     | Janusz Darocha        | Krzysztof Wieczorek   | Nathalie Strube        |

## drużynowo
| Rok i miejsce            | Zwycięzca                                                         | 2. miejsce                                                     | 3. miejsce                                              |
| ------------------------ | ----------------------------------------------------------------- | -------------------------------------------------------------- | ------------------------------------------------------- |
| I - 1982 - Östersund     | Szwecja                                                           | Polska                                                         |                                                         |
| II - 1984 - Dublin       | Polska                                                            | Czechosłowacja                                                 | Szwecja                                                 |
| III - 1986 - Łódź        | Polska                                                            |                                                                |                                                         |
| IV - 1988 - Northampton  | Polska                                                            | Czechosłowacja                                                 | Wielka Brytania                                         |
| V - 1991 - Schöngaden    | Polska                                                            |                                                                |                                                         |
| VI - 1993 - Dunakeszi    | Polska                                                            | Czechy                                                         | Węgry                                                   |
| VII - 1995 - Częstochowa | Polska                                                            |                                                                |                                                         |
| VIII - 1997 - Nancy      | Czechy                                                            | Szwecja                                                        | Polska                                                  |
| IX - 1999 - Most         | Czechy                                                            | Polska                                                         | Norwegia                                                |
| X - 2001 - Sewilla       | Czechy                                                            | Polska                                                         | Wielka Brytania                                         |
| XI - 2003 - Ried         | Czechy · František Cihlář · Luboš Hájek · Jiří Filip              | Polska · Krzysztof Wieczorek · Janusz Darocha · Michał Bartler | Austria · Otto Bauer · Hubert Huber · Johannes Cserveny |
| XII - 2005 - Dubnica     | Polska · Janusz Darocha · Krzysztof Wieczorek · Ryszard Michalski | Francja                                                        | Czechy                                                  |